# Schwörwoche

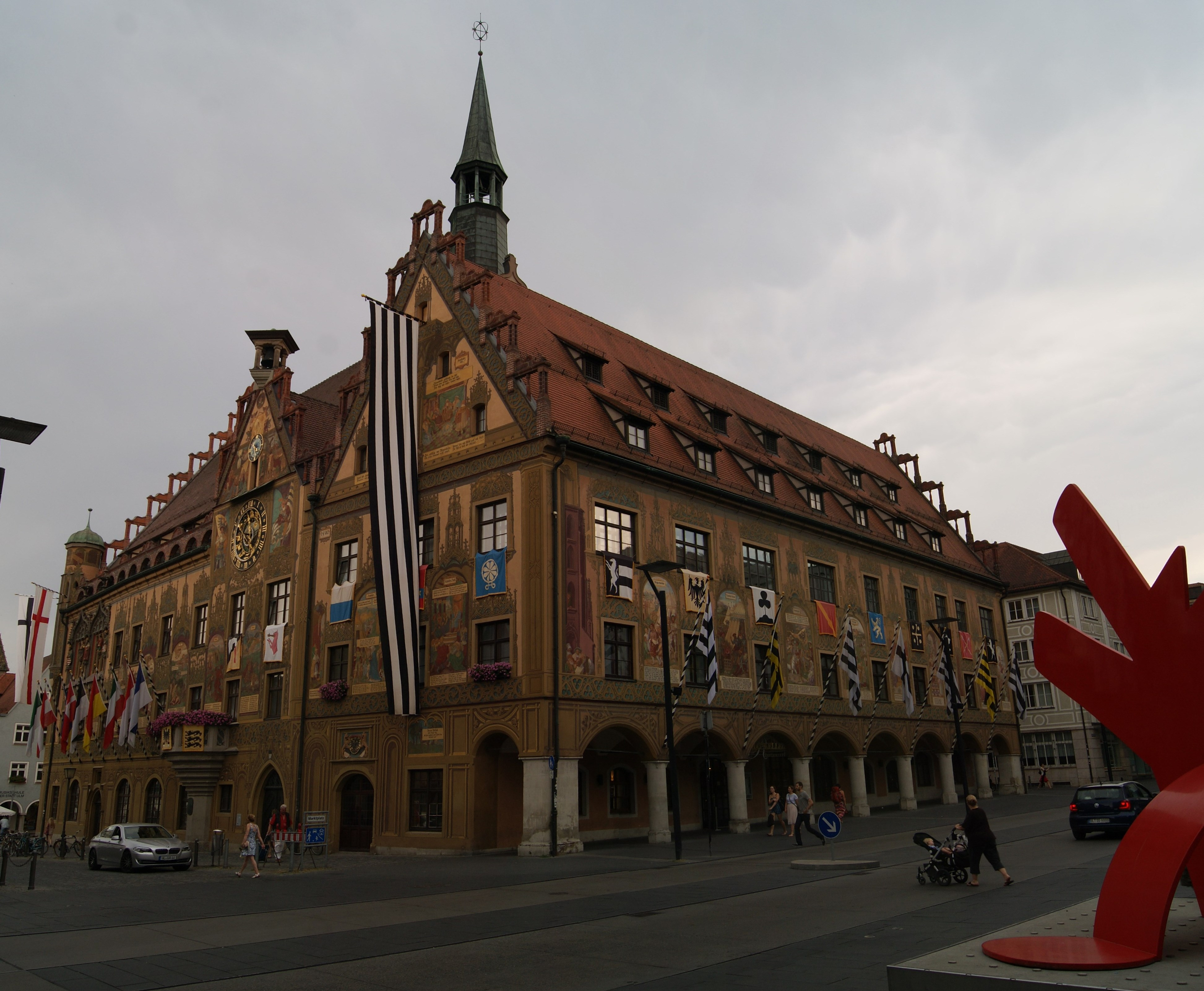
Beflaggtes Rathaus in der Schwörwoche 2015

Die Schwörwoche bezeichnet in Ulm und Neu-Ulm den Zeitraum beginnend am 2. Sonntag vor dem Schwörmontag und endet mit diesem.
In der Schwörwoche finden in Ulm und Neu-Ulm verschiedene Feierlichkeiten statt, die ihren Höhepunkt am Schwörmontag mit der Schwörrede und dem Nabada findet.
Die Schwörwoche wird hierbei alle 4 Jahre mit dem Fischerstechen am zweiten Sonntag vor dem Schwörmontag eingeläutet. Am darauffolgenden Samstag findet das Schwörkonzert im Ulmer Münster statt. Wegen dessen teilweiser Sperrung werden die Konzerte seit 2023 in die Pauluskirche verlegt. Ebenfalls am Samstag findet nach Einbruch der Dunkelheit die Lichterserenade entlang der Donau statt. Am Sonntag folgt gegebenenfalls das zweite Fischerstechen. 

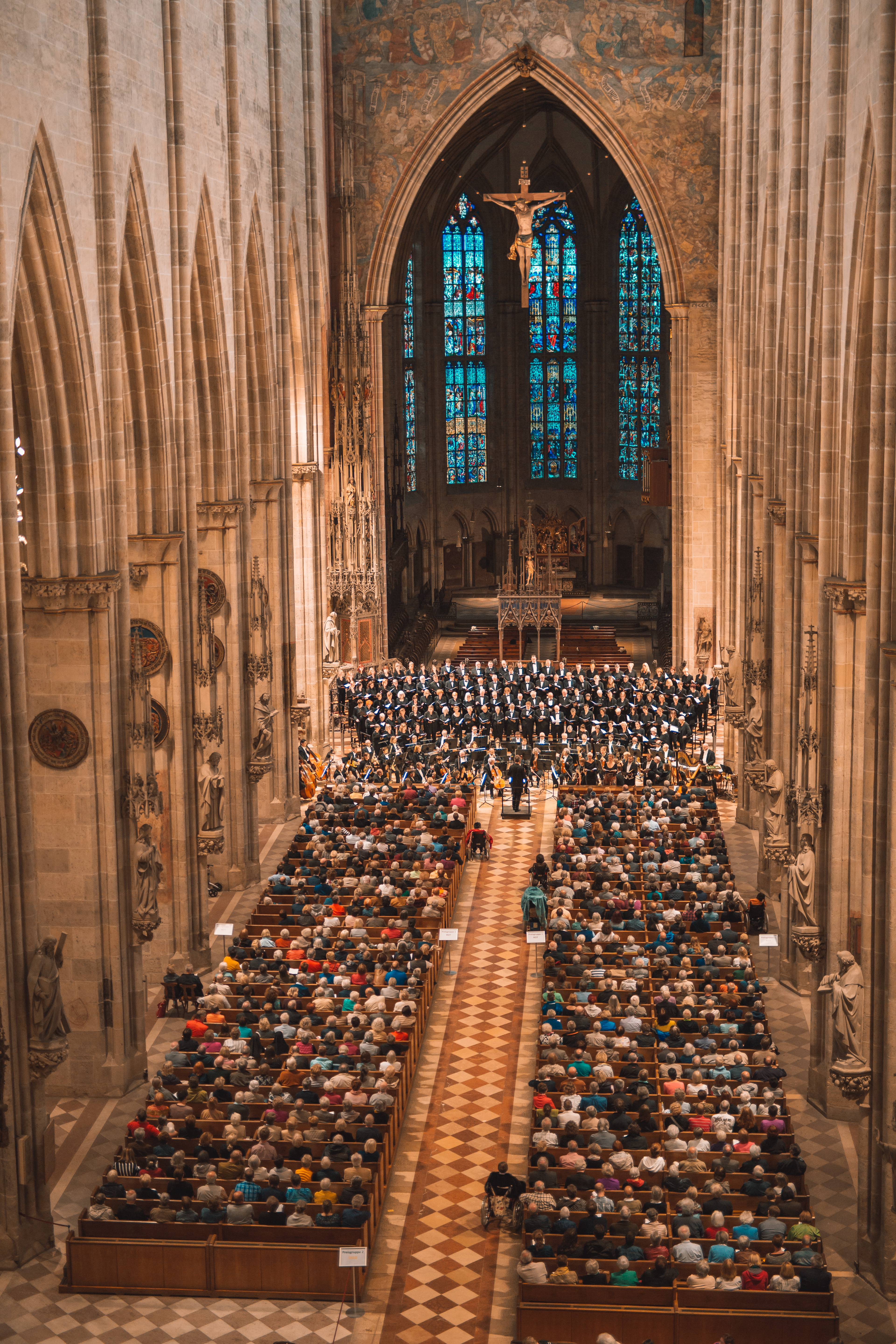
Schwörkonzert 2016 mit dem Motettenchor der Münsterkantorei im Ulmer Münster

Am Schwörwochenende und am Schwörmontag finden in Ulm und Neu-Ulm an verschiedenen Plätzen Feierlichkeiten und Partys statt. Am Abend des „Schwörsonntag“ richten wechselnde Veranstalter Konzerte auf dem Münsterplatz aus. Das erste solche Konzert 1999 war mit Dieter Thomas Kuhn, seither traten unter anderem Nena (2003), Pink (2007), Elton John (2012), Neil Young (2014) und Scooter (2019) dort auf.
Am Schwörmontag selbst finden um 11 Uhr die Schwörfeier und ab 16 Uhr das Nabada statt.

## Weitere Ulmer Traditionen am Schwörwochenende
- Fischerstechen
- Nabada